# Identity (Wilfred)
«Identity» (en español «Identidad») es el decimotercer episodio perteneciente a la primera temporada de la serie de televisión cómica Wilfred. El episodio se estrenó el 8 de septiembre de 2011 en Estados Unidos por FX y el 8 de enero de 2012 en Latinoamérica por FX. En el episodio, Ryan y Wilfred tienen una crisis existencial.

## Cita del comienzo
"El valor de la identidad es que tantas veces viene el propósito."
 Richard E. Grant

## Argumento
Mientras Ryan trata de ayudar a Jenna en su caso con el noticiero, Wilfred hace su testamento. Ryan le confiesa a Wilfred que hacía trampa en sus casos cuando trabajaba con su padre. Wilfred le pide que haga trampa de nuevo en ese caso, él no acepta, es entonces cuando Wilfred le propone a Ryan que si él gana el caso,hará todo lo necesario para hacer que Jenna se interese en él. Ryan se pregunta quién es Wilfred, él solo bromea y dice que por ese momento lo único que debe hacer es salvar a Jenna. 
Con ayuda de unos documentos confidenciales, Ryan logra que Jenna regrese a su trabajo. Al salir del las locaciones del canal, Ryan le recuerda a Wilfred que él prometió que haría que Jenna se interesara en él, pero Wilfred admite que mintió. Jenna, Drew, Kristen,Leo y el Sr. Patel son invitados en una pequeña fiesta debido a la victoria de Ryan. Leo le pregunta al Sr. Patel como es la vida en La India, debido a que Kristen fue invitada por el Dr. Ramos para su nueva clínica, eso provoca el enojo de Kristen. Ryan recomienda a Drew a que exija una respuesta de Jenna a la propuesta de matrimonio que hizo previamente, pues con Jenna en el noticiero se hará famosa. Wilfred se da cuenta del plan de Ryan, él invitó al Sr. Patel para abrir "una brecha" entre su hermana y su marido, de esa manera Jenna se diera cuenta de lo que puede finalizar un matrimonio, Ryan distrae a Wilfred con burbujas. Ryan ve cómo Drew insiste a Jenna por una respuesta, debido a la presión Jenna no acepta. Wilfred se decepciona de Ryan debido a su actitud.
En las oficinas del canal del noticiero, Ryan le da las instrucciones a Jenna para poder regresar a trabajar, también le recuerda que él la apoyará en todo lo que necesite. En la firma del contrato, una cláusula decía que era necesario hacer una prueba de drogas, Jenna afirmando que nunca ha probado drogas firma el contrato. Ryan acude con Wilfred y le menciona acerca de las pruebas de drogas, para hacer que Jenna pase la prueba tenían que conseguir orina limpia. Más tarde, Kristen se disculpa con Ryan debido a su pelea con Leo, además menciona que decidió no ir a la India, ella le confiesa que tuvo una aventura amorosa con el Dr. Ramos y Leo no lo sabe. Wilfred llega apurado a la casa de Ryan diciéndole que la trabajadora del seguro llegó antes de tiempo y le pregunta si ya tiene la orina limpia de Kristen, él afirma que la tendrá pronto. Regresando a la plática con Kristen, Ryan desesperadamente le pide una muestra de orina, ella queda sorprendida, Ryan amenaza con contarle a Leo la aventura que ella tuvo con el Dr. Ramos. Cuando finalmente consigue la orina, logra ver que la trabajadora se dirige a su automóvil con la orina de Jenna, mientras Wilfred hace todo lo posible por distraerla. Ryan acude a Wilfred con la orina, le exige que haga una gran distracción para poder cambiarla. Lo único que se le ocurre a Wilfred es ponerse enfrente del automóvil, al hacerlo es arroyado por la trabajadora. Mientras Jenna y la trabajadora estaban distraídas, Ryan logró cambiar exitosamente las muestras de orina, sin embargo, Wilfred fue seriamente dañado por el accidente.
En la veterinaria mientras esperan, Jenna es informada que pasó la prueba de drogas, pero igual le informaron que estaba embarazada, al saberlo, Ryan se sorprende demasiado y Jenna llama a Drew. Momentos después, Ryan recibió una llamada de Kristen, ella le dice que le contó todo a Leo y que él la abandonó, por esa razón decide finalmente ir a La India, finalizó la llamada diciéndole que él ya esta "muerto" para ella. El Dr. le informa a Ryan que Wilfred se podrá bien. Al entrar a la habitación, Ryan se disculpó con Wilfred, al despertar Wilfred lo desconoce por completo y se altera, Ryan desesperadamente corre a su casa, recordando que Wilfred dejó su testamento en el sótano. Pero cuando llegó no encontró ningún sótano, solo un armario junto con una pelota.

## Recepción

### Audiencia
El episodio fue visto por 0.90 millones de televidentes en su emisión original el 8 de septiembre de 2011 por FX, teniendo 0.4 en el grupo demográfico 18-49.

### Recepción crítica
Alan Sepinwall  de Hitfix comentó: "Para un espectáculo que comenzó con su protagonista tratando de suicidarse,consigue que sea más oscuro el final de la temporada , es una hazaña impresionante, y ha sido un viaje fascinante.
Dan Forcella de TV Fanatic dio al episodio una calificación de 4.5 sobre 5 diciendo:"Fueron cojones puros por el equipo de guionistas para llegar a ese desarrollo. Quiero decir, ¿quién pone fin a una temporada de una comedia de esa manera? Wilfred lo hace, y fue genial. No puede haber ningún tipo de finalidad a qué es exactamente esta alucinación es hasta el final de la serie, pero la sensación continua de que pudiéramos averiguar mantiene al público en pie."
 Rowan Kaiser  de The A.V Club dio al episodio una "B+" comentando: "El episodio y la temporada termina con todo para arriba en el aire. Esto parece asombroso, pero sin descender en una respuesta para ninguna de esas cosas, es difícil emocionarse demasiado. Cada hilo argumental única podría ser devuelto al situación actual, o cada uno puede cambiar para mejor. Y esto es algo de una tradición, le concedo, pero significa que no voy a pasar mucho tiempo emocionándome con la segunda temporada."